# Hypereides (Töpfer)
Hypereides (Ύπερείδες), Sohn des Androgenes, war ein griechischer Töpfer, der um 560 v. Chr. in Athen tätig war.
Bekannt ist er nur durch seine Signatur auf zweien der frühesten Panathenäischen Preisamphoren, beide in Athen gefunden: Athen, Kerameikos PA 443 und Athen, Agora P 10204.